# Pitavastatina
Pitavastatina é um fármaco membro da classe das estatinas, usado para tratar a hipercolesterolemia e prevenir doenças cardiovasculares.

## Histórico
A pitavastatina (anteriormente conhecida como itavastatina, itabavastina, nisvastatina, NK-104 ou NKS-104) foi descoberta no Japão pela Nissan Chemical Industries, Ltd. e desenvolvida por Kowa Pharmaceuticals, de Tóquio. O medicamento foi aprovado para uso no Estados Unidos pela FDA em 2009 sob o nome comercial Livalo.